# Анабела Дръмонд
Анабела Дръмонд (на английски: Anabella Drummond; * ок. 1350; † 1401) е шотландска кралица, съпруга на крал Робърт III Стюарт.

## Произход
Дъщеря е на сър Джон Дръмонд, водач на клана Дръмонд, и на Мария Монтифекс. Нейна леля по бащина линия е кралица Маргарет Дръмонд – втората съпруга на крал Дейвид II.

## Кралица на Шотландия (1390 – 1401)
Анабела се омъжва за Джон Стюарт (бъдещия Робърт III) през 1367 и е коронована заедно със съпруга си в Скоун, когато той се възкачва на шотландския престол през 1390 г.
Анабела умира в двореца в Скоун през 1401 г. и е погребана в Дънфермлинското абаство.

## Деца
Анабела и Робърт III имат шест деца:
- Елизабет Стюарт (ум. 1411)
- Маргарет Стюарт (ум. 1456)
- Мери Стюарт (ум. 1458)
- Егидия Стюарт
- Дейвид Стюарт (1378 – 1402), херцог Ротсей, женен за (1400) на Марджори Дъглас, дъщеря на Арчибалд Свирепия, 3-ти граф Дъглас
- Джеймс I Стюарт (1394 – 1437), крал на Шотландия